# Pismo orija

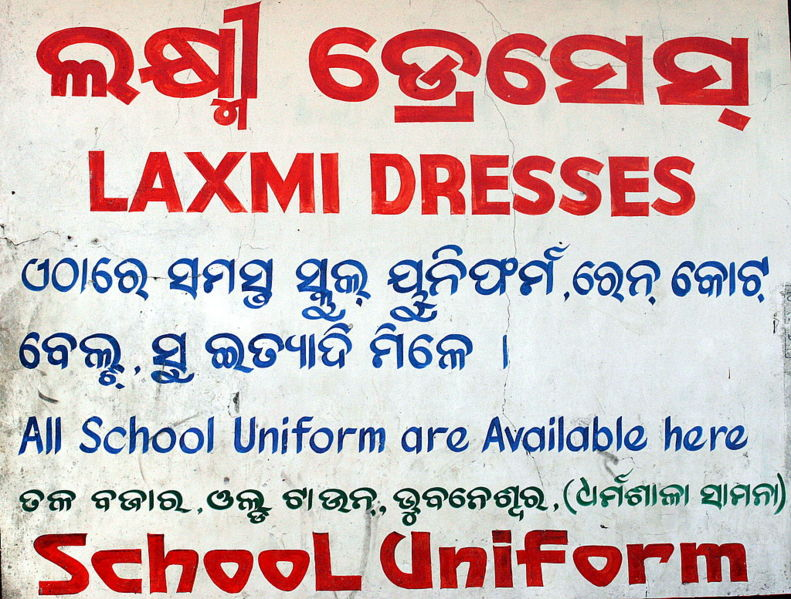
Napis w piśmie orija

Pismo orija – alfabet sylabiczny wywodzący się ze starożytnego pisma brahmi, używany do zapisywania języka orija we wschodnich Indiach. 

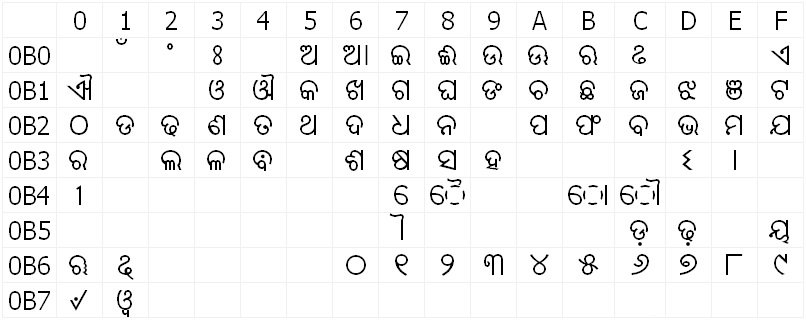
Font orija